# Buda István (szobrász)

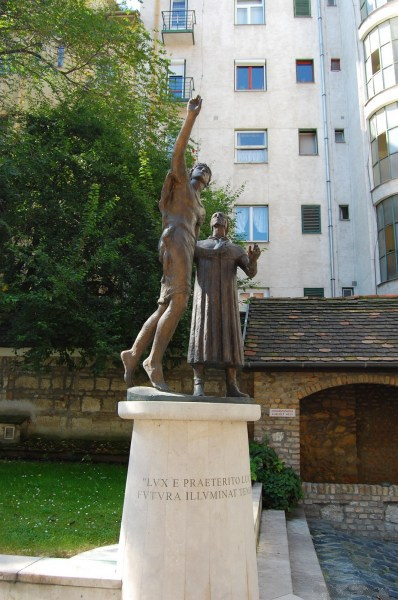
Vergilius és Dante (Budapest, ELTE, 2008)

Buda István (Győr, 1952. november 9.–) magyar szobrász- és éremművész.

## Életpályája
Felsőfokú tanulmányokat a budapesti Képzőművészeti Főiskolán folytatott, Szabó Iván volt a mestere. 1988-ban Kassák Lajos ösztöndíjban és SZOT-díjban részesült. 1991 óta a budapesti Képző- és Iparművészeti Szakközépiskola tanára, Budapesten alkot a Százados úti művésztelepen, összefogott mintázású figurális plasztikákat és érmeket készít. Kiváló rekonstrukciós referencia munkái is vannak.

## Kiállítások (válogatás)

### Egyéni
- 1982 Művelődési Ház, Tiszakécske
- 1984 Városi Könyvtár, Győr
- 1986 Kórház Galéria, Cegléd
- 1987 Művelődési Ház, Püspökladány
- 1989 Képcsarnok, Debrecen ; Hatvani Galéria, Hatvan
- 1990 Eger
- 1991 Józsefvárosi Galéria, Budapest
- 1995 Kortárs Galéria, Pécs
- 2004 Szalóky Anna Galéria,[4] Budapest

### Csoportos
- 1990 Neumarkt an der Raab, Ausztria
- 1991 USA ; Józsefvárosi Galéria, Budapest
- 1994 Sóstó, Nyíregyháza
- 1994 Művelődési Ház, Székelyudvarhely
- 1997 Kőszobrász Szimpozion, Berlin
- 2001 Pataki Galéria, Budapest
- 2002 Történeti Múzeum, Budapest
- 2003 Üvegpiramis Galéria,[5] Budapest (Feszt Lászlóval)
- 2004 Karinthy Szalon,[6] Budapest

## Köztéri munkái
- Mártíremlékmű (pirogránit, 1979) Kiskunhalas, Néppark
- Radnóti Miklós-dombormű (1984) Abda, Művelődési ház
- Liszt Ferenc-tondó (bronz, 1985) Győr, Zeneiskola
- Szent György-dombormű (1995) Budapest, XX. ker. Rendőrkapitányság,
- Körtefa Madonna, Lund (Svédország),
- Budapest II. Rákóczi Ferenc Gimnázium toronyóra faszobrai (rekonstrukció),
- Akt torzó, Berlin
- Nepomuki Szent János (rekonstrukció), Ikrény
- Szádeczky-Kardos-portré, Justicia szobor, Budapest, ELTE
- Századfordulós allegorikus faszobrok másolatai, Budapest, ELTE
- Vergilius és Dante[7] (Budapest, ELTE, Budapest, V. kerület, Szerb utca 21-23., 2008)
- Szentiványi Lajos-emléktábla (bronz portré, Budapest XIII. ker. Máglya köz 2., 2008)
- Richter Gedeon-emléktábla (bronz portré, Budapest XIII. ker. Katona József utca 21., 2009)
- Horn Gyula-emléktábla (bronz portré, Budapest XIII. ker. Újpesti rakpart 11., 2013)
- Kocsis Zoltán-emléktábla (bronz portré, Budapest XIII. ker. Szent István körút 22., 2018)
- Ridovics László-emléktábla (bronz portré, Budapest XIII. ker. Máglya köz 2., 2024)